# Csuan-csi
Csuan-csi (Chuanqi) (szó szerint: „különös történet”) a Tang-dinasztia idején megjelent, klasszikus kínai nyelven íródott rövid próza, elbeszélés, novella. Később a kínai opera egyik formája.

## A fogalom kialakulása
Az 1920-as évek elején Lu Hszün, a neves kínai író összeállított egy antológiát a Tang-dinasztia és a Szung-dinasztia korában íródott  csuan-csi novellákról. Ez volt ezeknek a szövegeknek az első modern kritikai kiadása, és maga a fogalom is ekkor alakult ki. Később vita bontakozott ki arról, hogy a korszak összes rövid története ebbe a fogalomba tartozik-e, de végül az a vélemény vált elfogadottá, hogy ebbe a kategóriába tartozik az összes, klasszikus kínai nyelven írt, Tang- és Szung-kori rövid történet, kivéve a kor buddhista irodalmát. Ezek a történetek között voltak anekdoták, tréfák, legendák, mesék, fantasztikus, misztikus elemekkel is. A szerzők műveiket igyekeztek valóban megtörtént eseményekként feltüntetni, sokszor odáig elmenve, hogy konkrét személyeket tettek meg e gyakran fantasztikus történetek hőseinek.